# Marystown
Marystown – miasto w Kanadzie, w prowincji Nowa Fundlandia i Labrador.